# المحقق الميسي

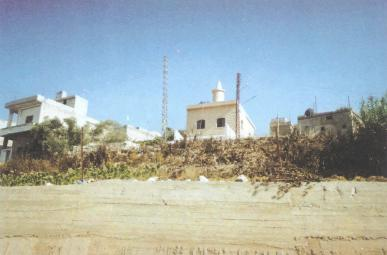
جامع الشيخ علي بن عبد العالي الميسي في الحي الشرقي من بلد ميس الجبل

المحقق الميسي

## نسبه
هو الشيخ أبو القاسم علي بن عبد العالي العاملي الميسي، المعروف بالمحقق الميسي، وهو الجد الأعلى للشيخ لطف الله الميسي.
هو زوج خالة الشهيد الثاني، وقد تزوّج الشهيد الثاني بابنته أيام دراسته عليه في ميس الجبل (من 925 إلى 933 هجرية).

## أسرته
هو من عائلة تسلسل فيها العلم والعلماء، فوالده وجده وأولاده وأحفاده من أهل العلم وقد برز منهم: 
1. والده: الشيخ عبد العالي الميسي[2]
2. ابنه: الشيخ إبراهيم الميسي.[3]
3. ابنه الآخر: الشيخ جعفر بن علي الميسي الذي كان شريكا للشهيد الثاني في الدروس والإجازة من والده.
4. حفيده الشيخ حسن بن إبراهيم بن علي بن عبد العالي الميسي: كان معاصرا للحر العاملي.[4]
5. حفيده الآخر الشيخ عبد الكريم بن إبراهيم بن علي الميسي: هو والد الشيخ لطف الله الميسي. درس على والده الشيخ إبراهيم بن علي الميسي، الذي أجازه في شهر رمضان من العام 975 هجرية في النجف.
6. ابن حفيده الشيخ لطف الله الميسي.

## أساتذته
1. من تلامذة المحقق الكركي ومن الذين رووا عنه[5]، والطريف أن اسمه كإسم أستاذه ( علي بن عبد العالي) وكلاهما عُرف بالمحقق، فأستاذه المحقق الكركي وهو المحقق الميسي.
2. كما روى عن ابن المؤذّن الجزيني العاملي.[6] وابن المؤذن الجزيني هو ابن عم الشهيد الأول.
3. وممن أجازه بالرواية الشيخ محمد بن أحمد الصهيوني:[7] عالم محقق له إجازة للشيخ علي بن عبد العالي الميسي سنة 879 هجرية.[8]

## تلامذته
1. الشهيد الثاني وقد روى عنه الأخير.
2. الشيخ عبد النبي بن علي بن أحمد بن محمد العاملي النباطي (أخو الشهيد الثاني) يروي عن المحقق الميسي.[9]
3. ابنه الشيخ إبراهيم الميسي.[10]
4. ابنه الشيخ جعفر الميسي الذي كان شريكا للشهيد الثاني في الدروس والإجازة من والده.[11]
5. الشيخ زين الدين بن علي الفقعاني العاملي.[12]

## أخلاقه وزهده
كان زاهدا متواضعا وكان يحتطب بنفسه ليلا له ولتلاميذه. 

## مؤلفاته
له مؤلفات كثيرة منها:
1. شرح رسالة صيغ العقود والإيقاعات للمحقق الكركي، وقد شرحها سميّه ومعاصره الشيخ علي الميسي.[13]
2. وشرح الجعفرية في الصلاة ومقدماتها من الطهارات وسائر الواجبات والمندوبات. والجعفرية من تأليف المحقق الكركي.[14]
3. ورسائل متعددة منها الرسالة الميسية في الفقه. (وربما تكون الميسية هي نفسها شرح صيغ العقود)
4. شرح القواعد : ورد ذكره في كتاب رياض العلماء فقال ولا يبعد أن يكون للميسي أيضا شرح القواعد. وقد علّق الشيخ لطف الله ميسي على هذا الشرح بكتاب عُرف بحواشي القواعد الميسية.[15]
5. فقه الصلاة:[16] وقد اختلف في نسبته إلى المحقق الكركي أو المحقق الميسي وهو مرتب على مقدمه في عدد الصلاة وشرائط وجوبها، وأربعة أبواب. فرغ منه المؤلف في العام 917 هجرية.

## وفاته
توفي سنة 938 (وقيل 933) هجرية ودفن بقرية صديق قرب تبنين.